# Брод, Игнатий Осипович
Игнатий Осипович Брод (25 октября [7 ноября] 1902, Саратов — 16 июля 1962, Москва) — советский учёный-геолог нефти, профессор и популяризатор науки. Исследователь и первооткрыватель нефтяных месторождений в раздичных районах Кавказа.

## Биография
Родился 25 октября (7 ноября) 1902 года в Саратове, в семье земского врача (акушера и хирурга) Иосифа Самсоновича Брода (1867 — погиб в декабре 1917 года), сверхштатного ординатора Алексеевской больницы в Саратове. Сестра — архитектор Зоя Брод. Семье принадлежал двухэтажный каменный дом на углу Мирного переулка и Большой Казачьей, № 93.
C 1920 года учится в Саратовском университете. В 1921 году перевёлся в Горный институт, а в 1928 году успешно окончил ЛГИ.
В студенческие годы работал под руководством К. П. Калицкого, Д. В. и В. Д. Голубятниковых, Ю. А. Жемчужникова.
В 1926—1933 годах проводил геологическое изучение основных нефтеносных и перспективных площадей Дагестана (по поручению Геолкома / Нефтяного геологоразведочного института), составив план ввода площадей в разведку.
В 1933 году был назначен управляющим Грознефтеразведки. Затем работает главным геологом Грознефтекомбината.
Педагогическую деятельность начал ещё в 1928 году в должности ассистента в ЛГИ.
Активно занимался популяризацией учения о геологии месторождений нефти и газа, принимал участие в организации и развитии профилирующих кафедр ведущих вузов страны.
1934—1939 — заведующий Кафедрой геологии и разведки нефтяных и газовых месторождений Грозненского нефтяного института. Главный геолог объединения «Дагнефть» (1937—1939).
1941—1945 — председатель геологической секции Научно-технического совета Главгазтоппрома при СНК СССР.
1942—1947 — заведующий Кафедрой геологии нефтяных и газовых месторождений Московского нефтяного института им. И. М. Губкина.
1944—1962 — организатор и заведующий Кафедрой геологии и геохимии природного газа геологического факультета МГУ им. М. В. Ломоносова (с 1953 года — Кафедра геологии и геохимии горючих ископаемых). Работал проректором МГУ по строительству в период строительства Главного здания МГУ на Ленинских (Воробьёвых) горах.
1952—1962 — руководитель Комплексной Северо-Кавказской нефтяной экспедиции АН СССР (в 1956 году была реорганизована в Комплексную южную геологическую экспедицию АН СССР — КЮГЭ).
1956—1962 — директор и научный руководитель Научно-исследовательской лаборатории геологических критериев оценки перспектив нефтегазоносности (НИЛ Нефтегаз) Главгеологии РСФСР.
Являлся редактором журнала «Новости нефтяной техники. Серия: Геология», членом редколлегии журналов «Геология нефти и газа», «Нефтяное хозяйство», «Грозненский нефтяник», «Природный газ».
Скончался 16 июля 1962 года. Похоронен в Москве на Новодевичьем кладбище.

## Научная деятельность
Кандидат геолого-минералогических наук (1938), профессор (1938).
В 1945 году защитил докторскую диссертацию на тему «Залежи нефти и газа. Условия формирования и классификация залежей». Опубликовано более 300 его научных работ.
Игнатий Осипович Брод — создатель учения о нефтегазоносных бассейнах, разработал классификацию скоплений нефти и газа, используемую в России и в настоящее время. Участвовал в открытии ряда месторождений нефти и газа.
Брод И. О. ввел нефтегазовую геологию понятие о природных резервуарах и ловушках, разработал генетическую классификацию залежей нефти и газа.
Брод И. О. обосновал перспективы нефтегазоносности мезозойских отложений Предкавказья. Под его руководством открыт ряд нефтяных месторождений Северного Кавказа (Избербаш, Ачису, Дузлак, Хошмензил, Берекей, Дагогни, Селли, Беной, Карабулак, Ачалуки, Заманкул, Малгобек, Озек-Суат, Зимняя Ставка, Величаевка, Гаша и др).
Брод И. О. подготовил плеяду выдающихся геологов-нефтяников: В. Б. Оленин , П. Н. Куприн, Б. А. Соколов, А. М. Серёгин, А. Я. Архипов, Д. В. Несмеянов, М. Ю. Хакимов и др.

### Изданные труды
- Брод И. О. Залежи нефти и газа, М.-Л., 1951 г.
- Брод И. О. Основы геологии нефти и газа. М., МГУ, 1953 г.

## Награды и премии
- орден «Знак Почёта» (1947)
- Сталинская премия второй степени (1949) — за открытие и разведку газо-нефтяных месторождений (Арчединского газового месторождения в Сталинградской области).